# Nadav Na'aman
Nadav Na'aman (Gerusalemme, 1939) è un archeologo israeliano, docente di storia ebraica e membro dell Israel Academy of Sciences and Humanities.

## Biografia
Dopo aver svolto il servizio di leva, nel 1967 consegue il baccellierato in Archeologia e Storia Ebraica.
Nel 1971 ottiene il Master of Arts, e quindi il PhD all'Università di Tel Aviv con una dissertazione dal titolo The Political Disposition and Historical Development of Eretz-Israel according to the Amarna Letters ("L'inclinazione politica e lo sviluppo storico dell' Eretz-Israel, basato sulla Lettere di Amarna"), con la supervisione dei prof. Y. Aharoni e A.F. Rainey. 
Dal 1975 al 1979 è lettore in Archeologia e Studi del Vicino Oriente Antico presso il medesimo ateneo, e nel 1977 ricercatore in orientalistica all'Università di Oxford e al Dipartimento di Lingue e Civiltà del Vicino Oriente all'Università di Harvard.
Nel 1984 diviene ricercatore al Dipartimento di Studi Orientali dell'Università della Pennsylvania. 

Nel 1984 è professore associato di Storia Ebraica e dal 1989 ottiene la docenza all'Università di Tel Aviv, che ricoprirà fino al 2007, anno in cui lascia il mondo accademico. Nel 2012 viene nominato membro dell’Israel Academy of Sciences and Humanities.

## Attività archeologica
Un gruppo di ricercatori israeliani ha rinvenuto nel 2007 i resti di un'antica fortezza a 30 chilometri da Gerusalemme, nei pressi di Bet Shemesh. Il sito si estende su un'area di 2.5 ettari, ed è circondata da 700 metri di mura formate da massi di pietra, del peso di circa 8 tonnellate ciascuno.
Basandosi sul testo biblico e su riscontri di tipo archeologico e linguistico, nel 2014 ha proposto l'identificazione di due importanti monumenti si trovano a sud del Monte del Tempio, nella Città di David, rispettivamente con i resti del Palazzo di re David e della fortezza di Millo, posta a difesa di Gerusalemme. I principali riscontri sarebbero:
- posizione della struttura: 5:11[7], 2 Samuele 11[8], 2 Samuele 16:22[9]
- Neemia 12:37[10]: collocazione in cima al versante nord-orientale della città, appena sopra la struttura in pietra a gradini che avrebbe dovuto essere una via di accesso alla sommità orientale
- Geremia 37:3;38:1[11]: davanti alla Grande Struttura di Pietra sono stati rinvenuti i sigilli di due funzionari del re Sedecia, indicanti i nomi di Godolia (Gedaliah) figlio di Pashhur, e di Jehucal figlio di Shelemiah figlio di Shobai. Ciò attesterebbe che il palazzo e la zona circostante erano ancora popolati nel VI a.C.